# Haliotis fulgens
Haliotis fulgens là một loài ốc biển, là động vật thân mềm chân bụng sống ở biển thuộc họ Haliotidae, the abalones.

## Phân bố
H. fulgens is đặc hữu của the waters off bờ biển của miền nam California.

## Hình ảnh

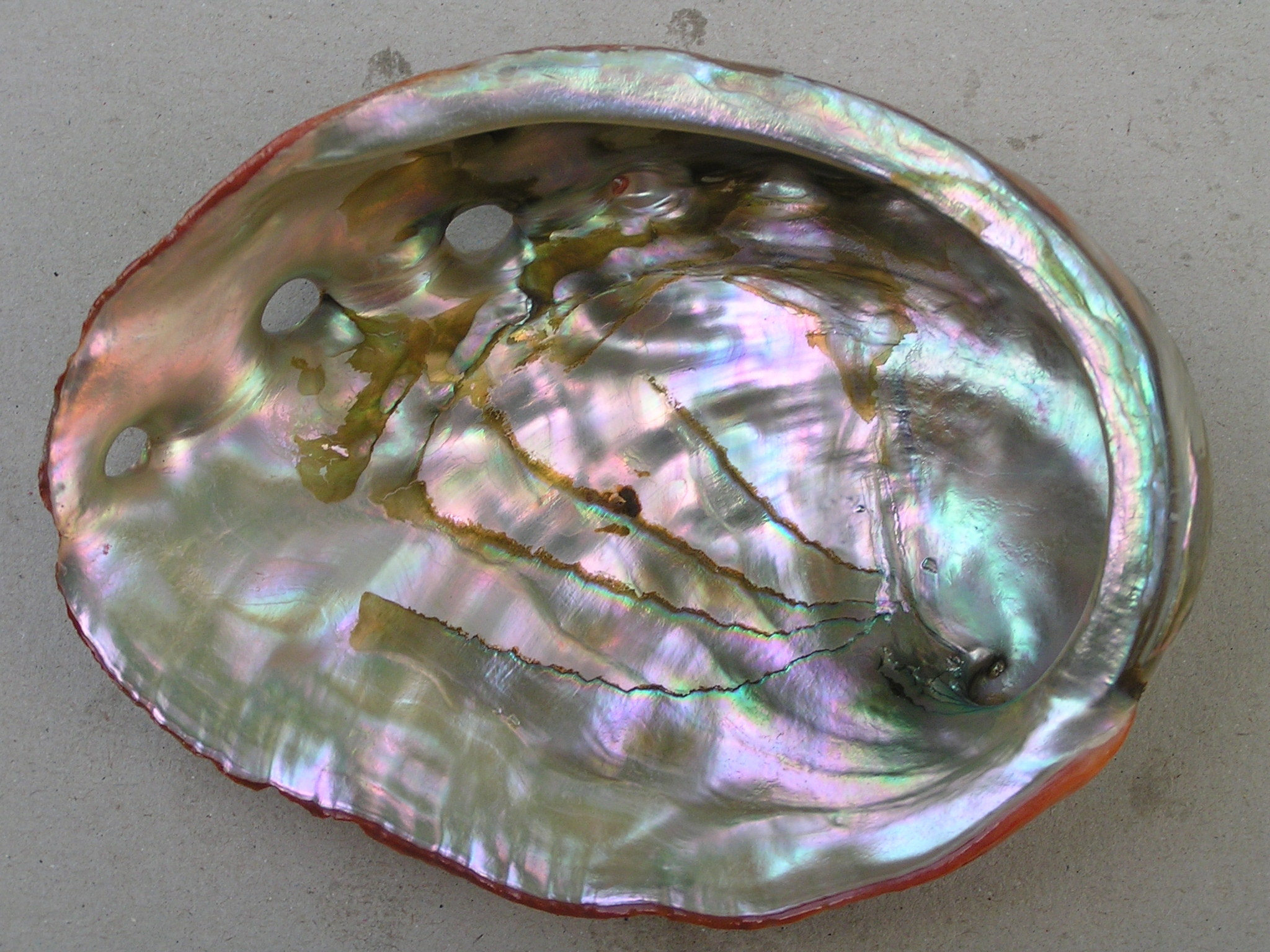
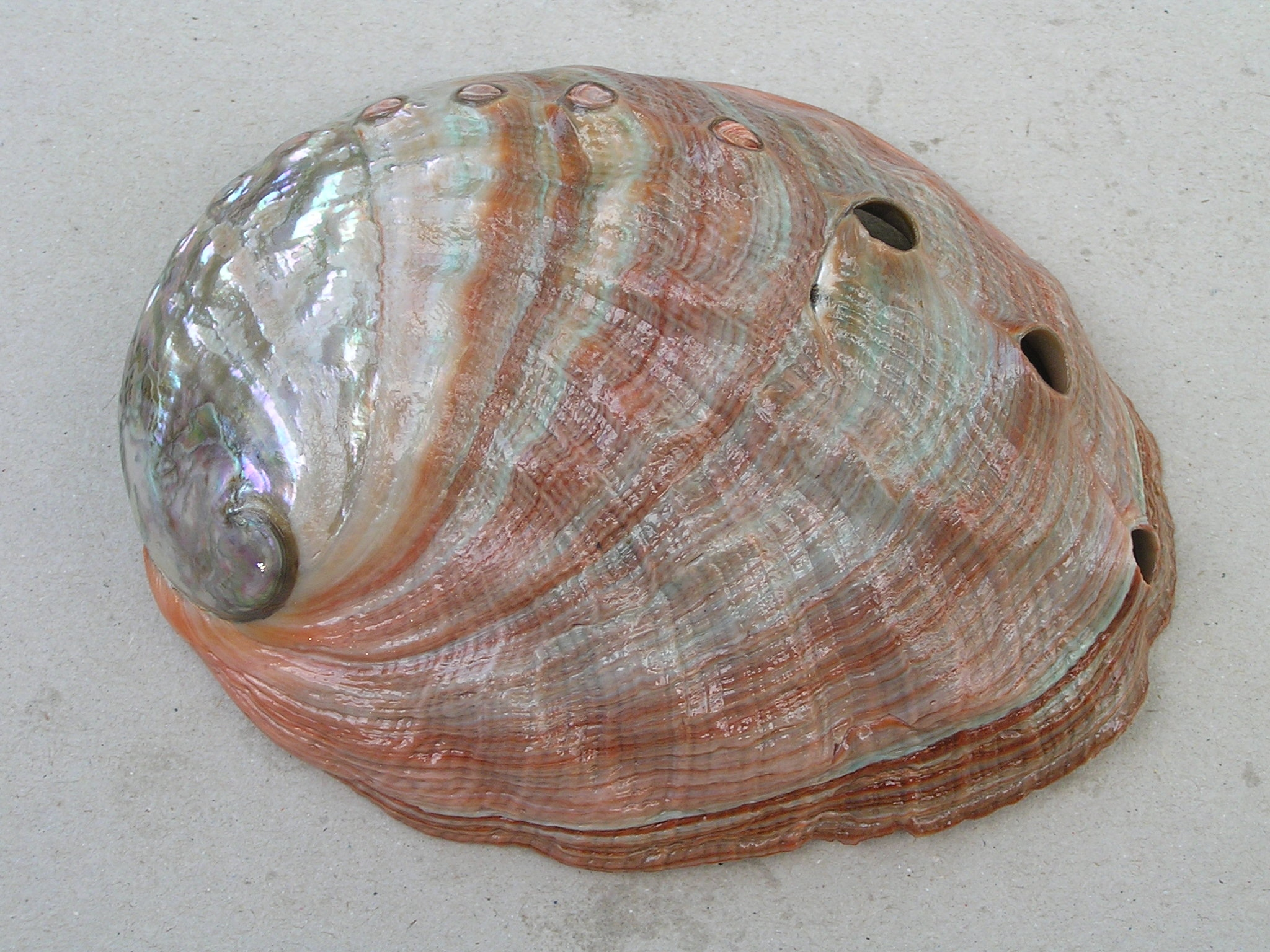